# プレコリン6Aレダクターゼ
プレコリン6Aレダクターゼ（precorrin-6A reductase）は、ポルフィリン、クロロフィル代謝酵素の一つで、次の化学反応を触媒する酸化還元酵素である。
プレコリン6B + NADP+ {\displaystyle \rightleftharpoons } プレコリン6A + NADPH + H+
反応式の通り、この酵素の基質はプレコリン6BとNADP+、生成物はプレコリン6AとNADPHとH+である。
組織名はprecorrin-6B:NADP+ oxidoreductaseで、別名にprecorrin-6X reductase, precorrin-6Y:NADP+ oxidoreductaseがある。